# NGC 401
 NGC 401 là một ngôi sao nằm trong chòm sao Song Ngư. Nó được phát hiện vào ngày 30 tháng 12 năm 1866 bởi Robert Ball.